# フェルナンド・コウト
フェルナンド・マヌエル・シルヴァ・コウト（Fernando Manuel Silva Couto, 1969年8月2日 - ）は、ポルトガル・アヴェイロ県エスピーニョ出身の元同国代表サッカー選手、現サッカー指導者。現役時代のポジションはDF（センターバック）。空中戦に強く、攻守で力を発輝した。よく警告を貰うことでも知られたが、得点後の宙返りパフォーマンスも代名詞であった。
21年のプロキャリアの間、ポルトガル, スペイン, そしてイタリア（後者の国で12シーズン）のトップチームで公式戦600試合以上に出場し、それぞれの国でダブルを達成しただけでなく、他にUEFA主催の大会で3度タイトルを獲得した。
代表では100試合以上でプレーし、2002 FIFAワールドカップと3度のUEFA欧州選手権に出場した。

## クラブ経歴
ポルト近郊のエスピーニョに生まれ、17歳の時にFCポルトの下部組織へ入団した。1987-88シーズンの1998年6月2日、トップチーム及び1部デビュー戦となったアウェーのアカデミカ・コインブラ戦にフル出場し、1-0の勝利に貢献。出場はこの1試合のみではあった。チームはスーパーカップとインターコンチネンタルカップを制したが、どちらの試合にも出場出来なかった。その後、経験を積ませるために、3部のFCファマリカンと2部アカデミカ・コインブラにそれぞれ1シーズンずつ貸し出された。1990年にポルトに復帰すると、すぐさまレギュラーの座を奪取し、4年在籍の間にリーグ2連覇なぢに貢献した。
1994-95シーズン、イタリアのパルマに3年契約で移籍、9月4日のクレモネーゼ戦でデビューを果たすと、セリエA初ゴールを決めるなど、すぐにレギュラーの座を確保した。1年目にキャリアベストとなる27試合4ゴールを記録。UEFAカップでは、同じくセリエAを戦うユヴェントスFCとの決勝戦を2-1での勝利に貢献した。翌1995-96シーズン、怪我の影響から、公式戦15試合の出場に留まった。
1996年ヴィトール・バイーアに誘われて、リーガ・エスパニョーラのFCバルセロナへ移籍した。ロブソンの下ではレギュラーとしてプレーしたが、ルイ・ファン・ハール監督は自身が獲得したウィンストン・ボハルデを優先して起用したため、出場機会が減少した。この2シーズンの間に60試合に出場、リーガ制覇とスペイン国王杯連覇を果たした。また、欧州の舞台に2シーズンとも出場し、UEFAカップウィナーズカップ 1996-97では優勝した。
1996年6月後半に同僚のイバン・デ・ラ・ペーニャと共にSSラツィオと契約しイタリアへ戻った。加入1年目にリーグ戦22試合に出場しクラブを2位へ押し上げるのに貢献する中で、最後の大会となったUEFAカップウィナーズカップ 1997-98では、バーミンガムのヴィラ・パークで行われたRCDマヨルカとの決勝戦に残り1分のところで出場、2-1で優勝した。1999-00シーズンはスクデット獲得の歓喜を味わうも、翌2001年にドーピング検査でステロイドの陽性反応が検出。10ヶ月の出場停止が言い渡されるが、イタリアサッカー連盟の控訴により最終的に4ヶ月短縮された。翌シーズンからレギュラーとしてプレーした。
36歳となった2005年、ラツィオから契約更新を打診された。しかし自身が望む年俸額ではなかったため退団し、11年振りにパルマへ復帰した。復帰後2シーズンをレギュラーとして過ごすも、2007-08シーズンは出場17試合に減少、クラブのセリエB降格や契約満了に伴い現役を引退した。

## 代表経歴
3部のFCファマリカン所属時代、1989 FIFAワールドユース選手権で4試合に出場し、後に自身も呼ばれることになる黄金世代の一部の選手たちと共に優勝。ここでの活躍が認められ、翌1990年12月19日、1-0で勝利したアメリカとの親善試合でポルトガル代表デビューを果たした。1994年のワールドカップ予選、イタリアとの対戦では、ピエルルイジ・カシラギの顔を殴ッて退場処分となった。UEFA EURO 1996, UEFA EURO 2000, そして2002 FIFAワールドカップと常に一番手に選ばれたコウトは、EURO 96でグループリーグ突破を決めたトルコ戦でこの試合唯一となるゴールを挙げ1-0の勝利に貢献した。EURO 2000と自身初となったワールドカップはジョルジュ・コスタとコンビを組み、前者ではベスト4入り、後者ではグループステージ敗退に終わった。
2003年1月10日のアルバニア戦にて代表100キャップの偉業を達成すると、翌年に母国で開催されたUEFA EURO 2004ではキャプテンに選ばれた。しかし、グループステージ初戦のギリシャ戦を落とすと、以降はリカルド・カルヴァーリョに最後までベンチへ追いやられ、チームは決勝で再びギリシャに敗れ準優勝に終わった。大会終了後、黄金世代の仲間ルイ・コスタ, ルイス・フィーゴ（フィーゴは後に復帰）と共に代表を引退した。コウトは代表で14年間プレーし、110試合に出場した。

### 指導歴
引退から2年後の2010年6月にSCブラガのスポーツディレクターに任命される。2012年1月31日、ISLのマンチェスター・ハウラーの指揮官に就任。2012-13シーズンからは、アシスタントマネージャーの職に就いている。2014年2月、ジェズアウド・フェレイラ監督の退任に伴い同職を離れアントニオ・サルヴァドール会長のアドバイザーへ転任となった。

## プライベート
元ポルトガル代表GKのヴィトール・バイーアとはFCポルトのユースを共に過ごした同期で、ポルトのトップチームやFCバルセロナ、代表でも一緒にプレーした親友同士でもある。

## 代表歴

### 出場大会
- ポルトガル代表
  - 2002 FIFAワールドカップ

### 試合数
- 国際Aマッチ 110試合 8得点（1990年-2004年）[8][1]

| ポルトガル代表 | 国際Aマッチ | 国際Aマッチ |
| 年             | 出場        | 得点        |
| -------------- | ----------- | ----------- |
| 1990           | 1           | 0           |
| 1991           | 5           | 0           |
| 1992           | 6           | 0           |
| 1993           | 8           | 1           |
| 1994           | 2           | 1           |
| 1995           | 7           | 0           |
| 1996           | 12          | 3           |
| 1997           | 6           | 0           |
| 1998           | 5           | 1           |
| 1999           | 7           | 0           |
| 2000           | 14          | 0           |
| 2001           | 6           | 0           |
| 2002           | 11          | 0           |
| 2003           | 12          | 1           |
| 2004           | 8           | 1           |
| 通算           | 110         | 8           |

## タイトル

### クラブ
ポルト
- プリメイラ・リーガ : 1987-88, 1991-92, 1992-93
- タッサ・デ・ポルトガル : 1987-98, 1990-91, 1993-94
- スーペルタッサ・カンディド・デ・オリヴェイラ : 1991, 1994

パルマ
- UEFAカップ : 1994-95

バルセロナ
- プリメーラ・ディビシオン : 1997-98
- コパ・デル・レイ : 1996-97, 1997-98
- スーペルコパ・デ・エスパーニャ : 1996
- UEFAカップウィナーズカップ : 1996-97
- UEFAスーパーカップ : 1997

ラツィオ
- セリエA : 1999-00
- コッパ・イタリア : 1999-00, 2003-04
- スーペルコッパ・イタリアーナ : 1998, 2000
- UEFAカップウィナーズカップ : 1998-99

### 代表
ポルトガル
- FIFAワールドユース選手権 : 1989